# Entreprise de matériel ferroviaire
Dans le domaine du chemin de fer, une société de matériel ferroviaire, aussi connu en anglais sous les termes rolling stock company (ROSCO) ou rolling stock leasing company, est une entreprise propriétaire de locomotives et voitures, qui les entretient et les loue.
Dans le Royaume-Uni post-privatisation ferroviaire des années 1990, les ROSCO sont un des acteurs, les propriétaires du matériel ferroviaire, qui le louent aux train operating companies (en) (entreprises ferroviaires voyageurs qui opèrent les trains).
Les ROSCO ont été critiquées pour être des rentiers capitalistes du fait qu’elles n’apportent que peu de valeur au produit final par rapport à l’alternative qui serait la possession en direct des trains, ainsi que le fait qu’elles obtiennent d’importants profits sur ce qui fut souvent jadis possédé ou financé par le gouvernement,.

## Afrique
- Sheltam Grindrod[4]
- Swifambo Rail Leasing[5]

## Australie
- Rail First Asset Management

## Europe
- Alpha Trains

### France
- Akiem

### Royaume-Uni
- Angel Trains
- Beacon Rail
- Europhoenix
- Eversholt Rail Group
- Macquarie European Rail
- Mitsui Rail Capital Europe
- Porterbrook
- Rock Rail

### Suède
- Transitio

## États-Unis
- Chicago Freight Car Leasing Company (CFCL)